# Du sang !
Blood!
Du sang est une micronouvelle de Fredric Brown, parue en 1955. Le titre original en anglais est Blood!
Elle a été reprise dans le recueil Lune de miel en enfer (Honeymoon in Hell), publié en 1958.

## Résumé
Dans leur machine à voyager dans le temps, Vron et Dreena, les deux derniers survivants de l'espèce des Vampires, fuient vers le futur pour échapper à l'anéantissement. En effet au XXIIe siècle, l'humanité a démasqué les leurs et les a massacrés. L'extermination n'a épargné que ce couple.
Ils s'échappent vers le futur, assez loin même pour que le mot vampire soit oublié pour avoir la possibilité de faire renaître l'espèce vampirique.
Quatre fois ils s'arrêtent, et quatre fois ils échappent à la mort. Et même un demi-million d'années dans le futur, alors que les chiens ont pris le pouvoir sur Terre et que les humains sont exterminés, on les a pourchassés : tentant de boire le sang d'une petite chienne, ils ont été pris en chasse par une meute hurlante !
Leur situation devient délicate : ils ont très faim et n'ont quasiment plus de combustible. Ils vont devoir s'arrêter une dernière fois ; pourvu que ce soit la bonne...
Ils arrêtent donc la machine : une chose s'avance vers eux. La créature est télépathe, et leur dit qu'en cette époque, on ne connaît pas, on n'a jamais entendu parler des vampires.
Heureuse surprise pour Vron et Dreena ?
La nouvelle se termine ainsi :
« Vous vous interrogez également, continua la voix, sur mon origine et mon évolution. Toute vie aujourd'hui est végétale. Moi... (il s'inclina vers eux) moi, membre de la race dominante, je suis ce qu'autrefois vous appeliez un navet. »

## Publications dans des anthologies
Toutes les publications ont traduit la nouvelle sous le même titre Du sang ! :
- Dans l'anthologie Dracula et compagnie, anthologie pour la jeunesse sous la responsabilité de S. Chomienne, Gallimard, 2005,   (ISSN 1289-7949),  (ISBN 2-070-30848-0 et 978-2-070-30848-4)
- Dans l'anthologie La Dimension fantastique, anthologie en trois tomes sous la responsabilité de B. Sadoul, Librio, 1996, 1998 et 1999,   (ISSN 1255-0337),   (ISBN 2-277-30150-7, 2-277-30234-1 et 2-277-30271-6),   (ISBN 978-2-277-30150-9, 978-2-277-30234-6 et 978-2-277-30271-1)
- Dans l'anthologie Histoires anglo-saxonnes de vampires, anthologie sous la responsabilité de Jean Marigny, Librairie des Champs-Élysées, 1978,   (ISBN 2-702-40743-9 et 978-2-702-40743-1)